# Das Veilchen vom Montmartre
Das Veilchen vom Montmartre ist eine Operette in drei Akten des ungarischen Komponisten Emmerich Kálmán. Das Libretto wurde von Julius Brammer und Alfred Grünwald verfasst. Die Premiere fand am 21. März 1930 in  Wien am Johann Strauß-Theater statt. Die erste Aufführung in Ungarn fand am 12. April 1935 am Király Színház in Budapest unter dem Titel A montmartrei ibolya statt.

## Handlung

### Erster Akt
Im Pariser Stadtteil Montmartre leben mit wenig Geld drei Künstler zusammen: Der Maler Raoul, der Komponist Florimond und der Schriftsteller Henri. Dem Maler steht zunächst seine Geliebte Ninon für ein Bild der Aphrodite Model. Sie geraten in Streit und trennen sich. Violetta liebt den Maler ebenfalls, zeigt dies aber nicht offen. Da niemand Geld hat, versetzt sie ein Medaillon, um Essen kaufen zu können. Ein Gerichtsvollzieher erscheint, will jedoch zum allgemeinen Erstaunen nichts pfänden, sondern bringt eine größere Geldsumme, welche den Künstlern von einem Gönner geschenkt wurde. Den unerwarteten Geldsegen benutzen die drei Künstler, um Violetta aus der Abhängigkeit von ihrem Vormund freizukaufen.

### Zweiter Akt
Ninon hat einen neuen Freund und Gönner gewonnen, den Kunstminister Pipo de Frascati. Mit seiner Unterstützung ist sie eine bekannte Vaudeville-Sängerin geworden. Sie liebt noch immer den Maler Raoul und hält sich in seiner Nähe auf. Violetta erwirkt beim Minister, dass Raoul eine Anstellung als Restaurator im Louvre erhält. Den Dank für ihre vermeintliche Hilfe erhält jedoch Ninon. Das Künstlertrio wird seiner wiederholten Geldsorgen und des Gerichtsvollziehers ledig, als die neueste Operette von Florimond angenommen wird.

### Dritter Akt
Florimonds Operette ist ein großer Erfolg geworden. Ninon ist die preisgekrönte Sängerin des Abends. Als sie einen Abschiedsbrief von Raoul erhält, verlässt sie wütend das Theater. Violetta übernimmt ihre Rolle und rettet die Aufführung. Währenddessen erkundigt sich ein Baron Rothschild nach der Verkäuferin des Medaillons. Er eröffnet Violetta, dass sie eine Komtesse Bernini ist und über viel Geld verfügt. Violetta und Raoul kommen nun endlich zusammen.

## Orchesterbesetzung
- Holzbläser: zwei Flöten (beide auch Piccolo), zwei Oboen, zwei Klarinetten, zwei Fagotte
- Blechbläser: drei Hörner, zwei Trompeten, drei Posaunen
- Pauke, Schlagzeug
- Harfe
- Celesta, Klavier
- Streicher

## Werkgeschichte
Die Uraufführung am 21. März 1930 am Johann Strauß-Theater in Wien stand unter der musikalischen Leitung von Josef Holzer. Die Sänger waren Adele Kern (Ninon), Richard Waldemar (Pipo de Frascati), Ernst Tautenhayn (Raoul Delacroix), Walter Jankuhn (Henri Murger), Robert Nästelberger (Florimond Hervé) und Anny Ahlers (Violetta Cavallini).
Das Veilchen vom Montmartre wird im deutschsprachigen Raum nur noch selten gespielt. Auch in gängigen Operettenlexika ist diese Operette oft nicht enthalten. Lediglich das Lied „Heut’ Nacht hab’ ich geträumt von Dir“ ist bekannt geblieben, da es oft in einer weiteren Operette von Kálmán, der Csárdásfürstin, eingesetzt wird. Dementsprechend gibt es von diesem Lied auch einige Aufnahmen.
In anderen Ländern wie etwa Russland, Ukraine oder Ungarn findet sich die Operette noch auf den Spielplänen. 1988 wurde das Werk für das ungarische Fernsehen verfilmt.